# Liervogel
De liervogel (Menura novaehollandiae) is een vogel uit de familie liervogels (Menuridae).

## Kenmerken
De lichaamslengte van het vrouwtje bedraagt 76 tot 80 cm en van het mannetje ongeveer 103 cm. Het vrouwtje weegt gemiddeld 890 g, het mannetje 1100 g. Het mannetje heeft unieke, liervormige staartveren, die een rol spelen bij de baltsdans, die uitgevoerd wordt op een speciaal voor de balts bij elkaar geschraapt bergje vochtige grond. Het dansende mannetje laat de gespreide staartveren boven zijn rug trillen. Tijdens de balts laat hij ook een perfect ontwikkelde zang horen met verbazingwekkend goede imitaties. De staart van het mannetje is pas op 6 tot 8-jarige leeftijd volgroeid.

## Leefwijze
Deze vogel eet insecten, spinnen, aardwormen en dergelijke die hij op de grond kan vinden. De vogel eet zelfs schorpioenen ondanks de krachtige steken van dit dier. Hij graaft tot twaalf cm diep in de bosbodem en grijpt alle diertjes die tevoorschijn komen. Ook pikken ze in rottend hout, op zoek naar kevers, vette keverlarven, duizendpoten en houtluizen.
‘s Nachts rust deze vogel veilig hoog in de bomen, buiten bereik van carnivore bodembewoners. Overdag begeeft hij zich echter op de bosgrond. Deze vogel is geen sterke vlieger. Het liefst klapwiekt hij stevig met de vleugels en glijdt dan door de lucht. Hij heeft scherpe ogen en lange poten om uit de problemen te blijven.

## Verspreiding
Deze soort komt voor in de regenwouden en struwelen in het oosten en zuidoosten van Australië en telt drie ondersoorten:
- M. n. edwardi: zuidoostelijk Queensland en noordoostelijk New South Wales.
- M. n. novaehollandiae: van het oostelijk-centraal tot zuidoostelijk New South Wales.
- M. n. victoriae: van uiterst zuidoostelijk New South Wales tot zuidelijk Victoria.

## Voortplanting
Het nest, dat wordt gebouwd van takken, boombast, varens en mos, is van binnen gevoerd met boomwortels. Het bevindt zich op de grond, op een stronk, in een boomvaren of op een rots, is overdekt en heeft een zijingang.
Het legsel bestaat uit een enkel ei. Het uitbroeden neemt veel tijd in beslag en ze verlaat het nest geregeld om eten te zoeken. Het kuiken wordt tot 8 maanden door zijn moeder gevoed, voor het zijn eigen territorium opeist.

## Bedreiging
In de negentiende eeuw waren de staartveren van liervogels zeer gewild als decoratie voor hoeden en werd er meedogenloos jacht gemaakt op deze dieren. De soort werd gered dankzij veranderingen in de mode en intensieve campagnes door vroege vogelbeschermers. De soort wordt echter opnieuw bedreigd nu de dichte bossen in zijn gematigde leefgebied geleidelijk worden terug gedrongen. Toch is de vogel daar waar geschikt habitat aanwezig is, redelijk algemeen.

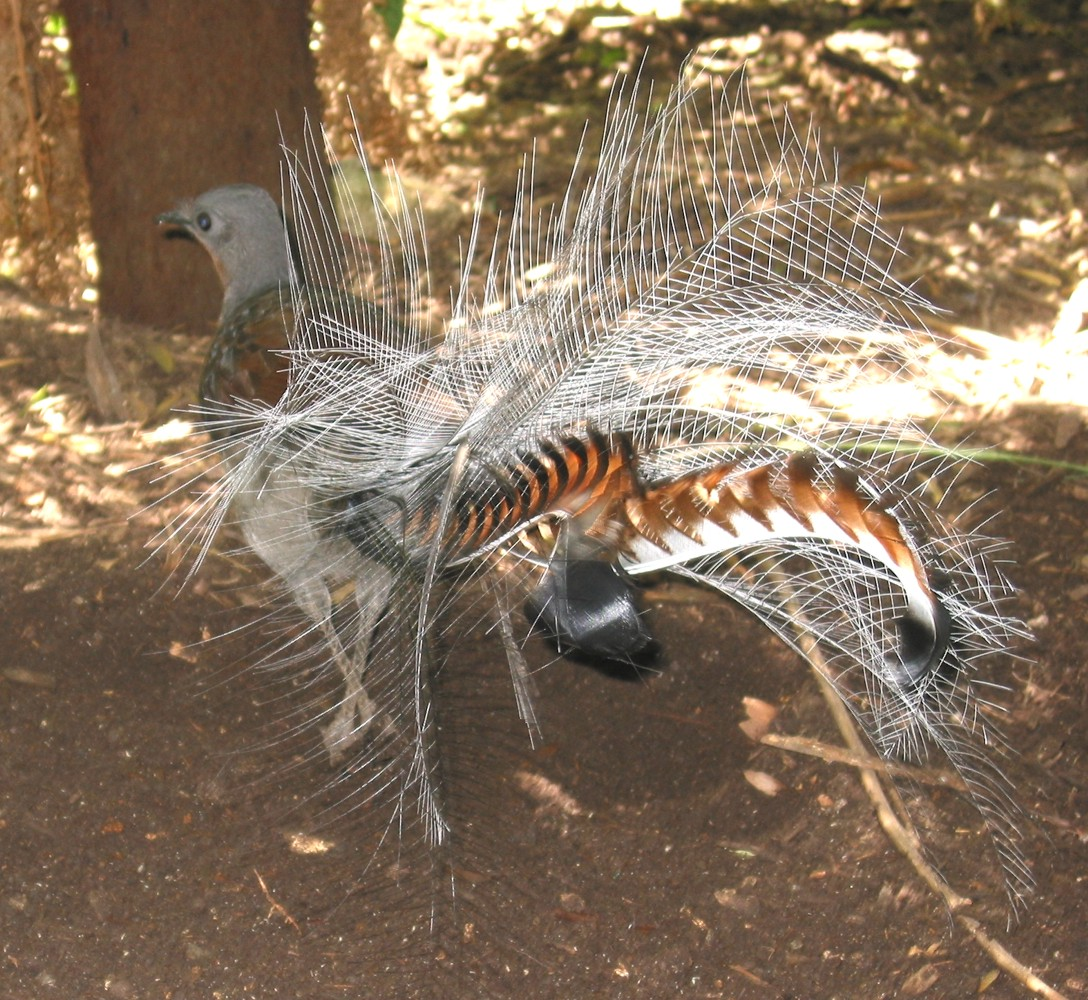
Gewone liervogel